# Campaña de Guipúzcoa
La campaña de Guipúzcoa fue una campaña de la guerra civil española, en la que el ejército franquista conquistó el norte de la provincia de Guipúzcoa, en poder de la República.
Inicialmente concebido por el general Emilio Mola para avanzar sobre Irún para cortar las comunicaciones entre el norte de la península y Francia y conectar con los rebeldes de la guarnición de San Sebastián que se vieron sitiados por las fuerzas de Augusto Pérez Garmendia. 

## Desarrollo de los combates

### Los cuarteles de Loyola
La campaña se desvió cuando la ruta que llevaba a Irún se vio bloqueada por la demolición del puente sobre el Bidasoa en Endarlaza. Cuando los rebeldes de Pamplona supieron del asedio de San Sebastián, Alfonso Beorlegui desvió todas sus fuerzas hacia el oeste, en dirección a San Sebastián, para aliviar a la guarnición rebelde mientras dos columnas franquistas adelantaban desde el oeste.
Después de la sublevación militar del 18 de julio y la rendición de los cuarteles de Loyola, Guipúzcoa se había mantenido en su totalidad fiel a la República. No obstante, desde el primer día Mola había intentado enviar columnas para hacerse con el control de la provincia y cortar la comunicación con la frontera francesa. Después del fracaso de los sublevados en San Sebastián, la posibilidad de una rápida conquista se esfumaron y ante la falta de tropas (tanto por parte gubernamental como por parte de Mola) la situación se estabilizó.

### Ocupación de Irún y de San Sebastián

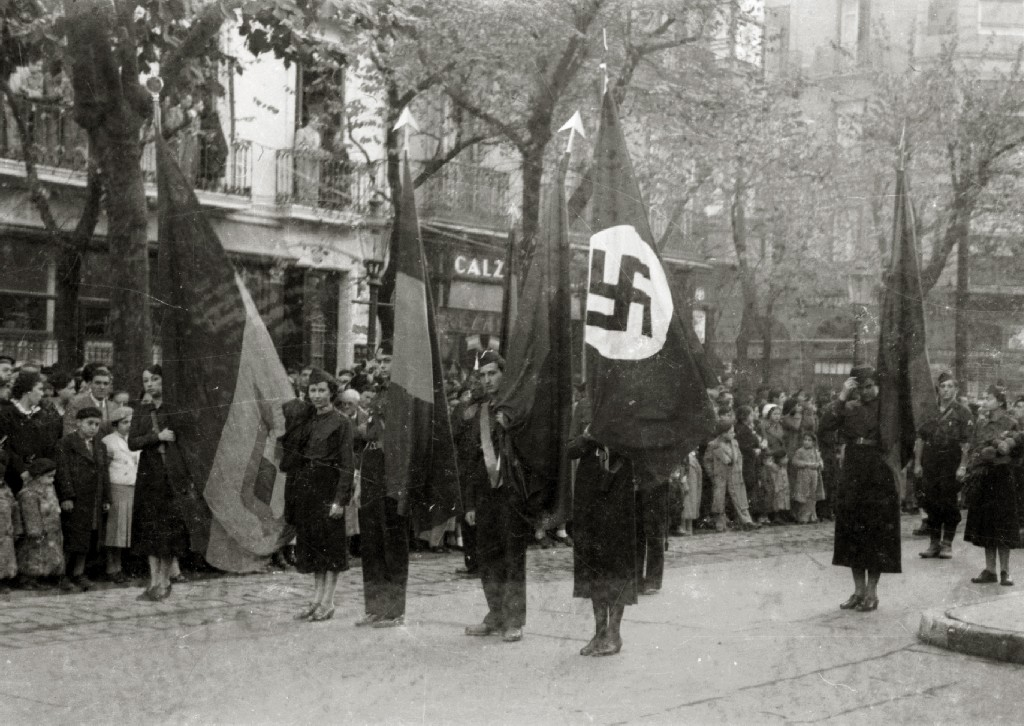
Entrada de las tropas del general Mola en San Sebastián (12 de septiembre de 1936). El desfile estuvo encabezado por las banderas nacionales acompañadas por las de Italia y de Alemania, las dos potencias fascistas que apoyaban a los sublevados.

La Junta de Defensa de Irún advirtió que serían fusilados «los rehenes derechistas, entre los que se encuentran Víctor Pradera, Honorio Maura, el obispo de Valladolid...» si la población era bombardeada (amenaza que fue cumplida).
Las fuerzas de Alfonso Beorlegui retomaron su avance sobre Irún para cortar el norte de las provincias de Guipúzcoa, Vizcaya, Santander y Oviedo. Los leales a la República, sin embargo, ofrecieron una fuerte resistencia y la batalla de Irún se prolongó durante todo el mes de agosto de 1936; para, una vez tomado el paso fronterizo, continuar con la captura de San Sebastián hasta la frontera de Vizcaya. 
La caída de Irún supuso un duro golpe para la República pero especialmente para la zona norte que aún se mantenía fiel, ya que cerró toda comunicación terrestre con Francia y dejó aún más aislada esta zona de lo que ya se encontraba. Por ende, también decidió la caída de San Sebastián, que por su ausencia de defensas naturales se veía condenada a su vez por la caída de Irún. La capital donostiarra caería finalmente el 12 de septiembre. Sin embargo, tras la caída de la capital el avance se ralentizó ante la creciente dura resistencia de los republicanos y nacionalistas vascos. Así, el 12 de octubre Mola ordenó detener todo avance, manteniendo casi toda Guipúzcoa bajo ocupación.

## Los bombardeos
La campaña de Guipúzcoa del general Mola estuvo apoyada por numerosos bombardeos aéreos y marítimos no sólo sobre Guipúzcoa sino también sobre Vizcaya, especialmente el área de Bilbao, de donde podían salir los refuerzos para las fuerzas republicanas que resistían el avance nacional en Guipúzcoa. Precisamente el primer bombardeo se produjo el 8 de agosto sobre el «gran Bilbao», cuando un avión rebelde arrojó varias bombas sobre Santurce. Una semana después fue el destructor Velasco el que bombardeó de nuevo Santurce, concretamente los depósitos de Campsa que fueron alcanzados, provocando una gran humareda. Asimismo durante todo el mes de agosto las baterías de costa de Guipúzcoa sufrieron un intenso bombardeo por los buques de guerra del bando sublevado, pero también las poblaciones. El más grave fue el que realizó el acorazado España sobre San Sebastián causando 4 muertos y 38 heridos. La Junta de San Sebastián cumplió su amenaza de que tomaría represalias si la ciudad era bombardeada y el 18 de agosto tras el ataque del acorazado España fueron condenados a muerte por un consejo de guerra 13 militares y civiles detenidos.
Después de la toma de Irún y San Sebastián continuaron los bombardeos de los sublevados sobre Vizcaya. El más duro fue el 25 de septiembre sobre Bilbao, que fue bombardeada por cinco Junkers Ju 52 alemanes dos veces, una por la mañana y otra por la tarde. Esta acción respondía a un ultimátum del general Mola del 18 de septiembre, cinco días después de la toma de San Sebastián (y cuyo texto completo fue impreso en octavillas que fueron lanzadas sobre Bilbao), en el que decía:

Vascos y montañeses: Conquistados Irún y San Sebastián por mis tropas, inmediatamente voy a dar orden prosigan las operaciones sobre las provincias de Vizcaya y Santander. En evitación de derramamiento de sangre inocente, os doy un largo plazo para que puedan ser puestos a salvo los no combatientes de ambos sexos, en inteligencia de que nada tienen que temer los ciudadanos que quieran venir a nuestro campo... Sólo los que sean responsables de delitos contra el derecho de gentes, devastación y saqueo, tendrán que temer la justicia, por mediación de tribunales competentes; pero nunca de la arbitrariedad ni del terror. Igual práctica se seguirá con los jefes militares que han sido cabezas directoras de la rebelión [sic] roja. A partir de una hora del 25 del corriente, quedo en libertad de acción para proceder contra los objetivos tácticos y estratégicos con la violencia que las necesidades militares lo requieran. A partir de esa fecha ningún bombardeo aéreo será anunciado. Para adoptar una decisión se da [sic] tiempo suficiente. Valladolid 18 de noviembre de 1936. El General Jefe del Ejército del Norte. Mola

Al día siguiente, 26 de septiembre de 1936, Bilbao fue bombardeada de nuevo, esta vez lanzando también bombas incendiarias. A partir de esa fecha, los bombardeos sobre Bilbao y otras ciudades e instalaciones de Vizcaya, provincia de Santander y Asturias fueron frecuentes. Uno de los objetivos principales fueron las fábricas de armas de Trubia en Asturias y de Reinosa en la provincia de Santander, bombardeadas en diversas ocasiones por aviones de la Legión Cóndor alemana. El domingo 27 de diciembre fue bombardeada por primera vez la ciudad de Santander sin previo aviso por nueve Junkers Ju 52 que causaron 70 muertos, entre ellos varias mujeres y niños, y unos 50 heridos, cinco de los cuales morirían en los días siguientes. Una semana después, el 4 de enero de 1937, Bilbao sufrió uno de los bombardeos más fuertes de toda la guerra que causó grandes destrozos en las instalaciones fabriles y tres muertos y varios heridos. Durante el bombardeo los Junkers Ju 52 y los cazas de escolta del bando sublevado fueron atacados por cazas republicanos que lograron derribar cuatro aviones enemigos. «Uno de los pilotos alemanes [de los aviones derribados] cayó en manos de una furiosa multitud, que lo linchó y arrastró por las calles, aunque la versión oficial fue que al intentar ser detenido por los milicianos disparó contra los mismos y murió en el tiroteo».
Los bombardeos provocaron represalias. Los ataques de la aviación nacional de los días 31 de agosto y 25 de septiembre motivaron el asesinato de los detenidos en los barcos prisión Cabo Quilates y Altuna Mendi (siete el 31 de agosto y 75 el 25 de septiembre). El 2 de octubre volvió a ser asaltado el Cabo Quilates por marineros del acorazado republicano Jaime I que asesinaros a numerosos detenidos, entre ellos doce sacerdotes. Las represalias más graves se produjeron el 4 de enero de 1937 tras el durísimo bombardeo que sufrió la ciudad ese día. «Una multitud exaltada asaltó distintas cárceles y más de 200 personas fueron ejecutadas. El Gobierno Vasco presidido por José Antonio Aguirre reaccionó inmediatamente y ordenó una investigación judicial para determinar las responsabilidades de los hechos». Fueron detenidas 61 personas, aunque finalmente las condenas a muerte no se cumplieron, pero fue la primera vez en ambos bandos en que las autoridades investigaron un caso de represalias por bombardeos (en todos los demás los responsables quedaron impunes). Además el Gobierno Vasco tomó medidas muy estrictas lo que impidió que hubiera nuevas represalias. Una gravedad similar a las represalias de Bilbao del 4 de enero tuvieron las motivadas por el primer bombardeo de Santander una semana antes (el 27 de diciembre de 1936) que causó muchas víctimas civiles. El barco prisión Alfonso Pérez fue asaltado y 155 detenidos derechistas fueron asesinados.